# Grand Isle County
Grand Isle County je okres v americkém státě Vermont. V okrese žije 7 293 obyvatel, což z něj činí druhý nejméně zalidněný okres ve státě. Okresní město je North Hero. Kraj vznikl v roce 1802. Je součástí metropolitní oblasti Burlington.
Ve kraji se nenachází střední školy.